# شهرستان کوچیچینگ
شهرستان کوچیچینگ (به انگلیسی: Koochiching County) یک منطقهٔ مسکونی در ایالات متحده آمریکا است که در مینه‌سوتا واقع شده‌است. شهرستان کوچیچینگ ۸٬۱۶۸٫۸۷ کیلومتر مربع مساحت و ۱۳٬۳۱۱ نفر جمعیت دارد.